# Marçal
Marçal, właśc. Fernando Marçal de Oliveira (ur. 19 lutego 1989 w São Paulo) – brazylijski piłkarz występujący na pozycji lewego obrońcy w klubie Botafogo.

## Kariera klubowa
Marçal urodził się w São Paulo. Karierę piłkarską rozpoczął w 2009 roku w drużynie juniorów miejscowego Guaratinguetá. Marçal Gral także w takich zespołach jak SCU Torreense, CD Nacional, SL Benfica, Gaziantepspor. W sierpniu 2016 roku został wypożyczony do En Avant Guingamp.
15 czerwca 2017 r. przeszedł z SL Benfica do Olympique Lyon.
6 września 2020 roku przeszedł do angielskiego Wolverhampton Wanderers za 2 miliony euro, podpisując dwuletni kontrakt.
| Sezon   | Klub                     | Kraj       | Rozgrywki | Mecze | Bramki | Rozgrywki Europy | Mecze | Bramki |
| ------- | ------------------------ | ---------- | --------- | ----- | ------ | ---------------- | ----- | ------ |
| 2010    | Guaratinguetá            | Brazylia   | Série B   | 3     | 0      | –                | –     | –      |
| 2010/11 | SCU Torreense            | Portugalia | Liga B    | 28    | 2      | –                | –     | –      |
| 2011/12 | SCU Torreense            | Portugalia | Liga B    | 12    | 1      | –                | –     | –      |
| 2011/12 | CD Nacional              | Portugalia | Liga NOS  | 14    | 0      | –                | –     | –      |
| 2012/13 | CD Nacional              | Portugalia | Liga NOS  | 27    | 0      | –                | –     | –      |
| 2013/14 | CD Nacional              | Portugalia | Liga NOS  | 27    | 0      | –                | –     | –      |
| 2014/15 | CD Nacional              | Portugalia | Liga NOS  | 29    | 0      | Liga Europy UEFA | 2     | 0      |
| 2015/16 | Gaziantepspor (wyp.)     | Turcja     | Süper Lig | 21    | 0      | –                | –     | –      |
| 2016/17 | En Avant Guingamp (wyp.) | Francja    | Ligue 1   | 31    | 0      | –                | –     | –      |
| 2017/18 | Olympique Lyon           | Francja    | Ligue 1   | 0     | 0      | Liga Europy UEFA | 0     | 0      |

Stan na: 22 lipca 2017 r.